# Święty Krzyż (wzniesienie w Pułtusku)
Święty Krzyż - wzgórze w województwie mazowieckim, w powiecie pułtuskim, w obrębie Pułtuska, które powstało w IX-X wieku na miejscu dawnego grodu. Według przekazów na wzgórzu stała niegdyś pogańska świątynia - wówczas centrum osady.